# Medalla d'Uixakov
La Medalla d'Uixakov (en rus Медаль Ушакова; transliterat: Medal Uixakova) és una medalla soviètica, creada per Stalin i instituïda pel Decret de la Presidència del Soviet Suprem de l'URSS del 3 de març de 1944 (Gaseta del Soviet Suprem de l'URSS n.15 de 1944), i els estatuts van modificar-se mitjançant decrets de 26 de febrer i 16 de desembre de 1947. La seva posició es confirmà mitjançant un nou reglament de data 28 de març de 1980.
Era atorgada a mariners, soldats, sergents, sots-oficials i alferessos de la Marina Soviètica i de les divisions de l'Aviació Naval, de la Infanteria de Marina i de les Tropes Frontereres pel coratge personal i valentia al mar, en la defensa de les fronteres i aigües soviètiques, així com per l'execució de missions militars que involucrin naus de guerra amb risc de la pròpia vida.
Des de modificació dels seu reglament el 1980, també va poder concedir-se en temps de pau.
Penja a l'esquerra del pit i se situa després de la Medalla al Valor.

## Història
La Medalla d'Uixakov és l'equivalent naval a la Medalla al Valor (com la Medalla de Nakhímov és equivalent a la Medalla pel Servei de Combat). Si bé estava destinada als mariners i sots-oficials, també hi va haver oficials que la van rebre, en reconeixement de la valentia superior del cap (si bé la pròpia pels oficials seria l'Orde d'Uixakov).
L'iniciador del projecte per a l'establiment de la medalla va ser el Comissari del Poble per la Marina de l'URSS, almirall Kuznetsov. Els autors del disseny van ser els pintors A.L. Diodorov i B.M. Homich.
Durant la Gran Guerra Patriòtica, els comandants de les flotes, flotilles, esquadres, forces aèries de la flota, sectors fortificats, comandants de brigades dels vaixells i d'infanteria de marina també eren elegibles per rebre-la. Aquesta disposició s'anul·là mitjançant el decret de 26 de febrer de 1947.
Els primers a rebre-la van ser:
- De la Flota del Mar Negre: alferes de navili S.V. Gorohov, V.P. Stepanenko i Starxinà de 1a classe V.I. Ixtxevbunov (20 d'abril de 1944)
- De la Flota del Nord: Starxinà de 2a classe N.V. Fadeev (26 de maig de 1944)
- De la Flota del Bàltic: Mariner A.K. Afanasev i Starxinà de 1a N.V. Beljaev i E.A. Bixinskij (26 de juny de 1944)

Mitjançant decret de 17 de juliol de 1945 va concedir-se a 5 membres de la militars dels Estats Units.
Tot i que no va ser fins a la modificació dels seu reglament el 1980 en què es pogué concedir també en temps de pau, aquesta norma es trencà quan va ser concedida al capità de 2a Nikolai Xumkov a l'octubre de 1961, comandant del submarí B-130, que llançà el primer torpede nuclear soviètic.
Van ser diversos els casos que la van rebre en dues ocasions, així com els que reberen tant la medalla d'Uixakov com la de Nàkimov.
Va ser atorgada sobre unes 16.080 vegades.
Després de la desintegració de la Unió Soviètica el 1991, la medalla d'Uixakov es conservà dins del sistema de recompenses de Rússia, pràcticament sense variar el seu aspecte.

## Disseny
La medalla està afegida a l'àncora que penja de la cadena del galó. És una medalla de plata de 36 mm, amb la imatge d'Uixakov, envoltada per la inscripció "Almirall Uixakov" (АДМИРАЛ УШАКОВ). Al mig de la inscripció hi ha una estrella de 5 puntes. A la part inferior hi ha una corona de llorer.
Al revers es pot veure l'ancora on queda superposada la medalla.
Es suspèn sobre un galó pentagonal blau clar de 24mm amb una franja de 2 mm blava i una altra blanca a cada punta. De les puntes superiors del pentàgon hi ha una cadena de vaixell de 50 mm en forma de “V”. De la cadena penja una àncora de vaixell.